# Гафурова, Гузалия Маликовна
Гузалия Маликовна Гафурова (тат. Гүзәлия Гафурова, род. 23 августа 1992, Кызыл-Жылдыз, Жамбылская область, Республика Казахстан) — казахстанская каратистка. Завоевала золотую медаль в женском кумитэ в весовой категории до 68 кг на Азиатских играх в 2014 и 2018 годах. В обоих финалах она одержала победу, победив Тан Линлин из Китая.

## Биография
Родилась 23 августа 1992 года в татарской семье в ауле Кызыл-Жылдыз Жамбылской области Республики Казахстан.
Входит в список «лучших спортсменов Казахстана» 2014 года.

## Спортивные достижения
Занимается стильным карате с 12 лет при участии тренера Давлета Кусбекова.
- 2012 — серебряный призёр II международного открытого турнира «Kazakhstan Open 2012» по карате-до (проиграла Хафсе Шейдабурусу из Турции), победитель чемпионата мира по карате (Париж, Франция).
- 2014 — победитель международного турнира по карате (Баку, Азербайджан), серебряный призёр Кубка чемпионов мира по карате в составе сборной Казахстана (Тяньцзинь, КНР)[1][7].
- 2014 — серебряный призёр чемпионата Азии.
- 2016 — серебряный и бронзовый призёр этапов Мировой премьер-лиги.